# اچ‌ام‌اس اچ۵۲

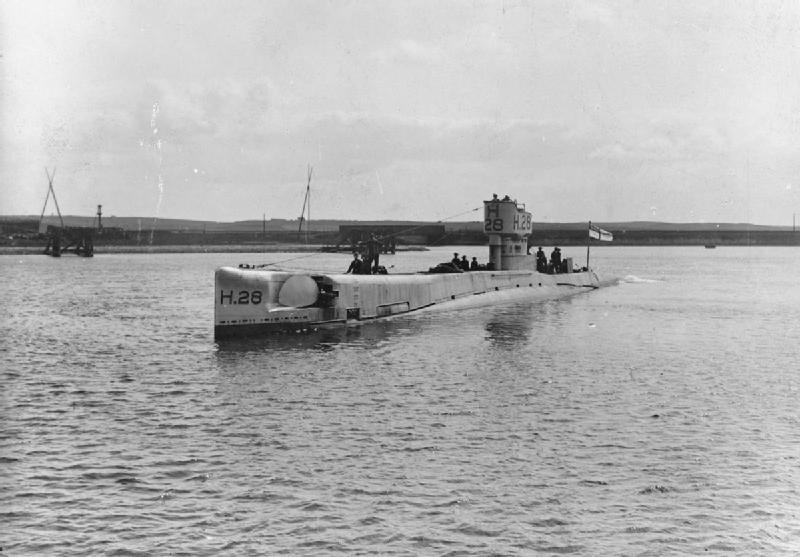
زیردریایی اچ‌ام‌س اچ 52

اچ‌ام‌اس اچ۵۲ (به انگلیسی: HMS H52) یک زیردریایی بود که طول آن ۱۷۱ فوت ۰ اینچ (۵۲٫۱۲ متر) بود. این زیردریایی در سال ۱۹۱۹ ساخته شد.